# Las Palmas (Chaco)
Las Palmas es una localidad del centro-este de la provincia del Chaco, Argentina, en el departamento Bermejo. Se encuentra junto a la localidad de La Leonesa, con la cual conforman un aglomerado urbano único denominado La Leonesa - Las Palmas.

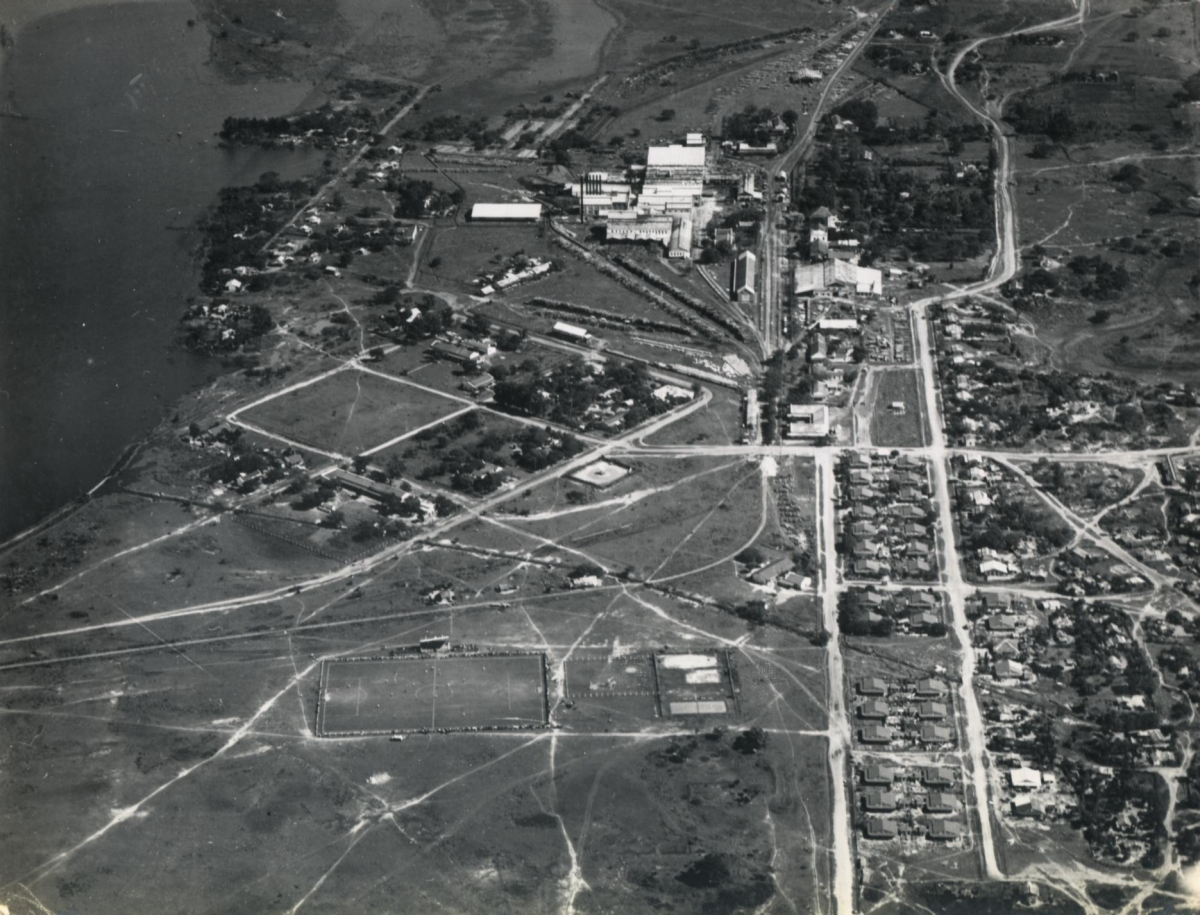
Vista aérea del ex Ingenio Las Palmas, Chaco

Tuvo inicios promisorios por la instalación en el lugar del ingenio Las Palmas de los hermanos Hardy. Gracias a este ingenio el joven pueblo se convirtió a fines del siglo XIX en la primera localidad en tener red de energía eléctrica en la Argentina. El proceso de quiebra del ingenio -que comenzó en 1971 y finalizó con el remate de las propiedades en 1993- supuso la eliminación de la principal fuente de trabajo de la localidad, tras lo cual se han intentado numerosos planes de reconversión en la zona, incluyendo un régimen de promoción industrial.
Ubicada a 8 km del río Paraguay, en 2018 se inauguró un muelle para el puerto en el paraje Puerto Las Palmas, desde el cual se embarcará fundamentalmente la producción arrocera de la zona.

## Demografía
Contaba con 5963 en el censo de 2022, lo que representa un incremento del 21% frente a los 4914 del censo anterior. Además volvió a superar los 5434 de 2001. En el municipio el total ascendía a los 6805.
Forma junto a La Leonesa un aglomerado urbano conocido como La Leonesa - Las Palmas. La población conjunta del aglomerado era de 16 862.
| Gráfica de evolución demográfica de Las Palmas entre 1991 y 2010 |
|                                                                  |
| Fuente: censos nacionales del INDEC                              |

## Cultura
Se pueden visitar las ruinas del Ingenio Azucarero, administración y mansión de la familia Hardy, conocida como la Casa Grande. En enero y febrero hay desfiles de comparsas por los carnavales.
La magnitud de sus carnavales cada vez van más en aumento. En la zona son más reconocidos como los "Carnavales de la Dulzura". Hay tres comparsas mayores (Ará Zoró, Camba Cuá y Luz Argentina) y tres comparsas infantiles (Ará Zorocito, Camba Cuacitos, Luz Argentinita). Existieron otras comparsas como Estrella Palmeña, Comparsa de Pepsi Cola que desaparecieron muy rápidamente.
Los Carnavales se desarrollan todos los años entre enero y febrero, con 6 noches de corso en la calle y 3 noches de shows de Escuela de Samba (Imperio del Ritmo, Cátedra del Ritmo y La Universidad del Sonido).
En Puerto Las Palmas se puede practicar la pesca y ecoturismo. El torneo de pesca variada nocturna se realizan en el mes de mayo, junto con los festejos del aniversario del pueblo.
También disfrutar de una laguna natural llamada "El Moncholo", donde encontramos un pequeño balneario con zona de quinchos y parrilleros.

## Vías de comunicación
La principal vía de acceso y única pavimentada es la ruta provincial 56, que la conecta al oeste con La Leonesa y la Ruta Nacional 11, desde allí la ruta 11 la vincula al norte con la provincia de Formosa y al sur con Resistencia). Al este la Ruta 56 llega por tierra hasta el Puerto Las Palmas, sobre el río Paraguay.

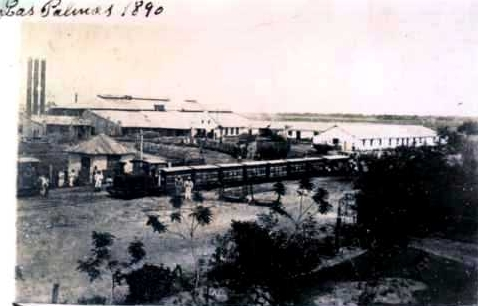
Las Palmas, 1890. Vista del ferrocarril.

La ruta provincial 1 la vincula al norte con General Vedia y Puerto Bermejo, y al sur con Margarita Belén y Resistencia.

## Parroquias de la Iglesia católica en Las Palmas
| Arquidiócesis | Resistencia     |
| ------------- | --------------- |
| Parroquia     | Santa Margarita |